# Georges Wolinski
Georges Wolinski (ur. 28 czerwca 1934 w Tunisie, zm. 7 stycznia 2015 w Paryżu) – francuski rysownik satyryczny.
Współpracował z czasopismami Hara-Kiri, Action, Paris-Presse, Charlie Hebdo, L’Humanité, Le Nouvel Observateur i Paris Match. Był również redaktorem naczelnym Charlie Mensuel. Został zamordowany 7 stycznia 2015 roku podczas zamachu w siedzibie Charlie Hebdo.

## Życiorys
Matka Georges’a Wolinskiego była pochodzenia francusko-włoskiego, a ojciec polskim Żydem, który zarządzał atelier kowalstwa artystycznego w Tunisie. Ojciec zmarł w 1936 roku, a matka z powodu  zapalenia płuc udała się do sanatorium we Francji. Wolinski pozostał pod opieką dziadków (cukierników) ze strony matki.
W wieku 13 lat przeprowadził się do matki, która ponownie wyszła za mąż. W liceum w Briançon spotkał swoją przyszłą żonę Jacqueline, z którą ożenił się w 1961 roku. Mieli dwie córki. Początkowo pracował w firmie włókienniczej swojego teścia w Fontenay-sous-Bois. Od 1958 roku publikował rysunki w magazynie Rustica, a po wysłaniu swoich rysunków do François Cavanny, dołączył do ekipy dziennika Hara-Kiri. W 1968 został rysownikiem Le Journal du dimanche. Tam poznał Marysę, która została jego drugą żoną, i z którą miał trzecią córkę, Elsę. Od 1970 do 1981 roku był redaktorem naczelnym Charlie Hebdo.

## Odznaczenie
- Legia Honorowa[1]